# Apanteles triareus
Apanteles triareus är en stekelart som beskrevs av Nixon 1965. Apanteles triareus ingår i släktet Apanteles och familjen bracksteklar. Inga underarter finns listade i Catalogue of Life.